# Curt Linda
Curt Linda (* 23. April 1919 in Budweis (heute České Budějovice, Tschechische Republik); † 30. April 2007 in Aschheim) war ein deutscher Animationsfilmer und Filmproduzent.

## Leben
Linda kam als Sohn des Schauspielers Josef Linda und dessen Frau Maria, geb. Deutsch zur Welt. 1909 eröffnete sein Vater das erste Filmtheater in Budweis. Nach dem Zweiten Weltkrieg spielte der am Münchner Residenztheater engagierte Curt Linda kleinere Rollen und arbeitete als Autor und Regisseur bei der Synchronabteilung der Bavaria-Film. 1960 wurde er vom Filmregisseur František Čáp als Drehbuchautor, Regieassistent und Darsteller für den in der deutschen Besatzungszeit spielenden jugoslawischen Film Spion X-25 (X-25 Javlja) verpflichtet. An dieses Engagement schloss sich eine einjährige Hospitanz Lindas bei der Trickfilmabteilung der Triglav-Film in Ljubljana sowie beim Trickfilmstudio der Zagreb-Film an. Zurück in Deutschland, arbeitete er zeitweise im Produktionsteam der von Chris Howland moderierten ARD-Reihe Vorsicht Kamera mit. Im Dezember 1961 gründete Curt Linda in München – im dreistöckigen Gartengebäude des bekannten Jugendstilhauses in der Ainmillerstraße Nr. 22 – sein eigenes Zeichentrickstudio Linda-Film Produktion.
Die Themen seiner ersten drei animierten Kurzfilme basierten auf eigenen, für den Bayerischen Rundfunk verfassten Kurzgeschichten: Lindas erster Animationsfilm Doppelter Saldo erzählt die Geschichte eines Ladenbesitzers, der durch unseriöse Kreditmachenschaften gegenüber Banken und einem geschickt vorgetäuschten Konkurs zum Inhaber eines Warenhauses aufsteigt. Bei Pardon setzte Linda eine später auch für die Felle der Tiere in Die Konferenz der Tiere verwendete "Flecktechnik" ein, bei der keine durchgezeichneten Figuren entstehen, sondern sich aus einem fleckartiken Gebilde Konturen, Kopf und Gliedmaßen der Figuren entwickeln. Für seinen Kurzfilm Der Spezialist erhielt Linda 1967 das Filmband in Silber.
Um einen Verleih für sein erstes Langfilmprojekt zu finden, investierte Linda die Geldprämie des Bundesfilmpreises in einen Pilotfilm. Im Hinblick auf die Popularität des Autors Erich Kästner wählte er als Stoff dessen Parabel Die Konferenz der Tiere. Dieser erste abendfüllende deutsche Zeichentrickfilm in Farbe wurde im In- und Ausland ein großer kommerzieller Erfolg und avancierte zum Kinderfilm-Klassiker.
Vor dem Hintergrund des 400. Geburtstags von Johannes Kepler 1971 betrieb Linda umfangreiche Recherchen für einen Animationsfilm über die tragische Lebensgeschichte des Astronomen. Trotz weit gediehener Vorbereitungen scheiterte das Vorhaben 1970 am Rückzug des Bundesaußenministeriums als Co-Produzent. Internationale Anerkennung fand der dokumentarisch angelegte Kurzfilm Charlotte Salomon - Ein Tagebuch in Bildern 1917-1943, in dem anhand tagebuchartig gestalteter Bilder Charlotte Salomons das Leben der 1943 im Konzentrationslager Auschwitz umgekommenen Jüdin geschildert wird.
In den 1970er Jahren war Linda fast ausschließlich für das Fernsehen tätig. Für das ZDF produzierte er die Animationsreihe Geschichten aus der Geschichte, die von den Taten des Herakles erzählt und aufgrund des großen Erfolgs mit den Abenteuern des Odysseus fortgesetzt wird. Später entstanden für das ZDF eine Sagenparodie auf die Nibelungen und die Zeichentrickserie König Ortnit. Für die Fernsehreihe Larry’s Showtime entwarf Linda die Katze "Larry", die als Trickfigur in Musikbeiträge populärer amerikanischer Gesangsstars einkopiert wurde. Als Gründer und Vorstandsmitglied der deutschen Gruppe der "Association internationale du film d’animation" beteiligte sich Curt Linda Mitte der 1970er-Jahre an einem Projekt der ASIFA: Dabei stellten Trickfilmer aus 19 europäischen Ländern insgesamt 39 Beiträge für die Reihe Märchen der Völker her, die in der Bundesrepublik vom ZDF ausgestrahlt wurde. Lindas auf Friedrich de la Motte Fouqués Undine basierender Beitrag erzählt die phantastisch-erotische Geschichte einer Seenixe im Kampf um ihre Seele und die Liebe zu einem Menschen. In der Reihe Opera presto parodierte Linda in zehnminütigen Filmen 13 verschiedene Opernklassiker.
Mit seiner Kino-Produktion Shalom Pharao griff Curt Linda die biblische Josephslegende auf. Zum Abschluss des 87. Deutschen Katholikentags 1982 in Düsseldorf uraufgeführt, erzählt der Film die Geschichte des von seinen Brüdern als Sklave verkauften Joseph, der im alten Ägypten als Traumdeuter des Pharao Karriere macht. In Harold und die Geister kombinierte Linda eine durchgängig gezeichnete Langfilmhandlung mit Realfilmsequenzen: Die Hauptperson Harold und die in seiner Burgruine hausenden Geister sind gezeichnet. Ein weiblicher Geist, um dessen Erlösung von einem Fluch ein Streit zwischen Harold und den Geistern entbrennt, wird von einer realen Darstellerin (Ursula Karven) verkörpert.
Das kleine Gespenst (nach der gleichnamigen Erzählung von Otfried Preußler) erzählt von einem Gespenst, das versehentlich bei Tag erwacht und angesichts der Helligkeit den Weg zu seiner Burg nicht wiederfindet. Die kleine Zauberflöte, frei nach der Oper von Wolfgang Amadeus Mozart, war Lindas letzte abendfüllende Produktion. 1998 löste er sein Trickfilmstudio in München-Schwabing auf und zog sich von der Produktionstätigkeit zurück. 2001 erhielt er den Ehrenpreis des Deutschen Filmpreises für herausragende Verdienste um den deutschen Film. 1969 war Linda bereits mit dem Deutschen Kritikerpreis ausgezeichnet worden.
Am 30. April 2007 starb Curt Linda in seinem Haus in Aschheim.

## Filme
- 1958: Der Arzt von Stalingrad
- 1969: Die Konferenz der Tiere
- 1971: Hilfe, die Verwandten kommen
- 1972–76: Geschichten aus der Geschichte (Serie)
- 1978: Märchen der Völker (Serie)
- 1982: Shalom Pharao
- 1992: Das kleine Gespenst
- 1994: Harold und die Geister
- 1998: Die kleine Zauberflöte
- 2007: Endstation Tanke